# Pieckowo
Pieckowo (Duits: Pötschendorf) is een dorp in de Poolse woiwodschap Ermland-Mazurië. De plaats maakt deel uit van de gemeente Reszel (Duits: Rößel) en telde in 2011 289 inwoners. Tot 1945 maakte Pötschendorf deel uit van Duitsland, in Oost-Pruisen, in het aartsbisdom Ermland (Pools: Warmia).

## Demografie
| Jaar            | 1818 | 1910 | 1925 | 1933 | 1939 | 1970 | 2004 | 2007 | 2010 |
| Aantal inwoners | 185  | 461  | 535  | 564  | 521  | 302  | 283  | 288  | 295  |

## Verkeer en vervoer
Het Station Pötschendorf had verbindingen met Rastenburg en Heilsberg. De spoorlijn is in 1945 vernietigd door het Rode Leger en dit gedeelte is nooit meer herbouwd.

## Sport en recreatie
- Door deze plaats loopt de Europese wandelroute E11. De E11 loopt van Den Haag naar het oosten, op dit moment de grens Polen/Litouwen. Ter plaatse komt de route van het westen van Święta Lipka en vervolgt via het voormalig spoortracé in noordoostelijke richting naar Nowy Młyn.